# Annelies Schulz
Annelies Schulz (* 16. April 1934 in Oppach) ist eine deutsche Schriftstellerin.

## Leben
Annelies Schulz wurde 1934 im sächsischen Oppach geboren. Sie besuchte zunächst ein Gymnasium in Löbau, ihr Abitur absolvierte sie in Bautzen. Ein angestrebtes Germanistikstudium in Berlin wurde ihr verweigert, ebenso eine Anstellung bei der Neuen Berliner Illustrierten. Daraufhin zog sie 1953 nach West-Berlin, wo sie ein zweites Mal das Abitur ablegte und ein Studium beginnen wollte. Ihr späterer Ehemann überzeugte sie jedoch, nach Halle (Saale) umzusiedeln, wo Schulz neben einem Jurastudium mit dem Schreiben begann. Ihr erster großer Roman Anne, der ihrer Großmutter gewidmet ist, erschien 1963 im Mitteldeutschen Verlag.
In den folgenden Jahren absolvierte Schulz ein Literaturstudium in Leipzig und schrieb Hör- und Fernsehspiele für das Fernsehen der DDR. Für die Fernsehserie Schauspielereien verfasste sie zum Beispiel Stücke für Agnes Kraus (Die Gäste der Mathilde Lautenschläger (1981), Wenn ick nich wär’ (1983)) sowie für Karin Gregorek und Gunter Schoß (Erstens kommt es anders und zweitens als man denkt (1986)).
Ende der 1970er Jahre kam sie mit dem Berliner Eulenspiegel-Verlag in Kontakt, als einem Verlagslektor eine Kurzgeschichte von Schulz vorgelegt wurde, die von ihrem Vater handelte, der nach dem Zweiten Weltkrieg mit Hilfe russischer Soldaten sein gestohlenes Fahrrad suchte und fand. Auf der Basis dieser Episode schrieb sie den Roman Katzenmilchjahre – Lebenslauf mit großen Füßen, der 1979 veröffentlicht und zu einem Bestseller wurde. Katzenmilchjahre beruht zum Teil auf Erlebnissen aus der Kindheit Schulz’, die sie in Neusalza-Spremberg verbrachte.
In den 1980er Jahren schrieb Schulz Kinderhörspiele für den Rundfunk der DDR.
Nach der Wende zog Schulz mit ihrem Mann nach Taubenheim/Spree, unweit ihres Geburtsortes Oppach gelegen. Die Rückkehr in die sächsische Heimat veranlasste sie zum Schreiben des autobiografischen Romans Das Kindheitshaus, der 2004 veröffentlicht wurde. Im Jahr 2019 erschien Wenn der Holunder reift, ein ebenfalls auf Schulz’ Leben basierender Roman.

## Werke (Auswahl)

### Bücher
- Bist du dabei? Tribüne Verlag, Berlin 1963
- Die Geschichte vom faulen Wolkenzwerg. Verlag H. Schulze Leipzig, Leipzig 1964
- Anne. Mitteldeutscher Verlag, Halle (Saale) 1967
- Katzenmilchjahre – Lebenslauf mit großen Füßen. Eulenspiegel-Verlag, Berlin 1979
- Das Kindheitshaus. Lusatia Verlag, Bautzen 2004
- Abschied vom Kindheitshaus. Lusatia Verlag, Bautzen 2012
- Heimkehr. Lusatia Verlag, Bautzen 2014
- Aphorismen. Oberlausitzer Verlag, Spitzkunnersdorf 2017
- Wiesenkind und Sommerwind. Oberlausitzer Verlag, Dittelsdorf 2018
- Wenn der Holunder reift. Oberlausitzer Verlag, Dittelsdorf 2019

### Kinderhörspiele
- Der vergessene Weihnachtsbaum. Regie: Fritz-Ernst Fechner, 1980
- Der Frosch und die Grasmücke. Regie: Manfred Täubert, 1983
- Schiwas Rache oder Die Geschenke der Götter. Regie: Norbert Speer, 1984
- Die kleine Katze Goldauge. Regie: Christa Kowalski, 1987
- Die Springmaus. Regie: Rüdiger Zeige, 1988
- Die Feuerprinzessin. Regie: Manfred Täubert, 1989

### Hörbücher
- Annelies Schulz liest Geschichten aus meiner Lausitzer Heimat. Lusatia Verlag, Bautzen 2015
- Wo meine Kindheit wohnt. Lusatia Verlag, Bautzen 2016

## Verfilmungen
Eine Episode aus ihrem Roman Katzenmilchjahre wurde 1981 unter dem Titel Alfonsos Rückkehr für das Fernsehen der DDR verfilmt. Die Ausstrahlung erfolgte im Rahmen des Kulturmagazins Wir stellen vor: Bücher, Bühne, Bildschirm; als Darsteller wirkten unter anderem Margot Busse, Jörg Panknin und Willi Neuenhahn mit.
Am Ende der 1980er Jahre gefasste Pläne, das gesamte Buch Katzenmilchjahre zu verfilmen, wurden mit dem Verlauf der Wende jedoch aufgegeben; der Film wurde nicht realisiert.

## Auszeichnungen
Beim Wettbewerb um Stücke und Spielvorlagen für das Puppentheater, der durch das Ministerium für Kultur und den Verband der Theaterschaffenden durchgeführt wurde, belegte Schulz mit Der Frosch und die Grasmücke 1984 den dritten Platz. Das Kinderhörspiel Schiwas Rache oder Die Geschenke der Götter war für den DDR-Kinderhörspielpreis 1985 nominiert.